# Міхай Редуц
Міхай Редуц (рум. Mihai Răduț, нар. 18 березня 1990, Слатіна) — румунський футболіст, півзахисник клубу «Лех».
Виступав, зокрема, за «Стяуа», з якою став чемпіоном та володарем Кубка Румунії, а також національну збірну Румунії.

## Клубна кар'єра
Народився 18 березня 1990 року в місті Слатіна. Розпочав займатись футболом на батьківщині, поки у 17 років не був запрошений до португальського «Спортінга». Тут гравець виступав на позиції правого захисника, через що в 2008 році він вирішив повернутися додому і підписав контракт з клубом «Інтернаціонал» (Куртя-де-Арджеш), в якій у сезоні 2008/09 дебютував на дорослому рівні і того ж року допоміг команді вийти в Лігу І, де і дебютував наступного сезону.
Своєю грою за цю команду привернув увагу представників тренерського штабу столичного «Стяуа», до складу якого приєднався влітку 2010 року . З румунським грандом Редуц ставав чемпіоном і володарем кубка Румунії, проте основним гравцем не був, через що здавався в оренду в «Пандурій» на сезон 2012/13. Після річної перерви з літа 2014 року став повноцінним гравцем «Пандурія», де провів ще два сезони.
Протягом 2016 року недовго захищав кольори емірантського клубу «Хатта», проте провів лише дві гри у чемпіонаті.
На початку 2017 року приєднався до складу польського клубу «Лех». Станом на 23 вересня 2017 року відіграв за команду з Познані 19 матчів в національному чемпіонаті.

## Виступи за збірні
Протягом 2009—2012 років залучався до складу молодіжної збірної Румунії. На молодіжному рівні зіграв у 7 офіційних матчах, забив 3 голи.
29 травня 2010 року дебютував в офіційних іграх у складі національної збірної Румунії в товариському матчі проти України (2:3). Всього провів за збірну три матчі.

## Титули і досягнення
- Чемпіон Румунії (1):

«Стяуа»: 2013/14
- Володар Кубка Румунії (1):

«Стяуа»: 2010/11
- Володар Суперкубка Румунії (1):

«Стяуа»: 2013